# Sonet epiforyczny
Sonet epiforyczny – bardzo rzadko występująca odmiana sonetu, w której zamiast rymów na końcu wersów występuje epifora.
Sonety tego typu napisali Sebastian Grabowiecki i Philip Sidney.
Z Twej śmierci, Jezu, dochodzim żywota.
Śmierć podejmując dla nas, władzą śmierci
Bierzesz, a z Twej k nam miłości tej śmierci
Moc dawasz, co nas wpuszcza do żywota.

Śmierć, ty godność przechodzisz żywota,
Bo tobą człek ujść może wiecznej śmierci.
Nie ma nic nad cię, święta wdzięczna śmierci,
Droższego ten skarb zmiennego żywota.

Przeto i mnie zbrzydł żywot; pragnąc śmierci,
Gdyż śmierć tylko wwieść może do żywota,
Tak wielka waga w mych zmysłach tej śmierci.

Tak ja mrąc żyję; konam, tak żywota
Pochodzę i tak pożądam tej śmierci,
Że w niej jest rozkosz mojego żywota.
(Sebastian Grabowiecki)
Sonet Grabowieckiego jest tłumaczeniem utworu włoskiego poety Gabriele Fiammy, co oczywiście w niczym nie umniejsza zasług polskiego sonetysty.
Ponieważ sonet definiuje się jako utwór czternastowersowy o określonym schemacie rymów, sonet epiforyczny stanowi tylko wyjątek od reguły.